# Allonotus rufus
Allonotus rufus là một loài tò vò trong họ Ichneumonidae.